# The Fallen Empire
The Fallen Empire – trzeci album fińskiego zespołu powermetalowego Altaria, wydany w marcu 2006 roku przez wytwórnię Metal Heaven.

## Twórcy
- Taage Lahio – śpiew
- Juha-Pekka Alanen – gitary
- Marko Pukkila – gitara basowa
- Tony Smedjebacka – perkusja

### Gościnnie
- Rowan Robertson – gitara (utwór "The Lion")
- Henrik Klingenberg – instrumenty klawiszowe (utwór "The Dying Flame")

## Lista utworów
1. "Disciples" – 6:12
2. "Valley of Rainbows" – 4:21
3. "Abyss of Twilight" – 4:54
4. "Frozen Hearts" – 4:39
5. "Crucifix" – 3:27
6. "Showdown" – 3:38
7. "The Lion" – 4:57
8. "Outlaw Blood" – 4:12
9. "Chosen One" – 4:12
10. "Access Denied" – 5:20
11. "The Dying Flame" (utwór dodatkowy w edycji europejskiej albumu)
12. "Metality" (utwór dodatkowy w edycji japońskiej albumu)